# Saussay (Sena Marítim)
Saussay és un municipi francès situat al departament del Sena Marítim i a la regió de Normandia. L'any 2007 tenia 320 habitants.

## Demografia

### Població
El 2007 la població de fet de Saussay era de 320 persones. Hi havia 116 famílies de les quals 16 eren unipersonals (8 homes vivint sols i 8 dones vivint soles), 40 parelles sense fills, 52 parelles amb fills i 8 famílies monoparentals amb fills.
La població ha evolucionat segons el següent gràfic:
Habitants censats

### Habitatges
El 2007 hi havia 121 habitatges, 115 eren l'habitatge principal de la família, 3 eren segones residències i 3 estaven desocupats. Tots els 120 habitatges eren cases. Dels 115 habitatges principals, 107 estaven ocupats pels seus propietaris, 5 estaven llogats i ocupats pels llogaters i 3 estaven cedits a títol gratuït; 1 tenia una cambra, 2 en tenien dues, 8 en tenien tres, 27 en tenien quatre i 77 en tenien cinc o més. 99 habitatges disposaven pel capbaix d'una plaça de pàrquing. A 46 habitatges hi havia un automòbil i a 67 n'hi havia dos o més.

### Piràmide de població
La piràmide de població per edats i sexe el 2009 era:
| Homes | Edats   | Dones |
| ----- | ------- | ----- |
| 0     | 95 o +  | 0     |
| 0     | 90 a 94 | 0     |
| 0     | 85 a 89 | 0     |
| 0     | 80 a 84 | 0     |
| 0     | 75 a 79 | 0     |
| 4     | 70 a 74 | 0     |
| 4     | 65 a 69 | 4     |
| 0     | 60 a 64 | 0     |
| 16    | 55 a 59 | 24    |
| 16    | 50 a 54 | 4     |
| 4     | 45 a 49 | 8     |
| 20    | 40 a 44 | 16    |
| 12    | 35 a 39 | 20    |
| 20    | 30 a 34 | 24    |
| 4     | 25 a 29 | 0     |
| 4     | 20 a 24 | 4     |
| 20    | 15 a 19 | 12    |
| 16    | 10 a 14 | 20    |
| 16    | 5 a 9   | 16    |
| 20    | 0 a 4   | 12    |

## Economia
El 2007 la població en edat de treballar era de 226 persones, 178 eren actives i 48 eren inactives. De les 178 persones actives 168 estaven ocupades (88 homes i 80 dones) i 10 estaven aturades (2 homes i 8 dones). De les 48 persones inactives 21 estaven jubilades, 20 estaven estudiant i 7 estaven classificades com a «altres inactius».

### Ingressos
El 2009 a Saussay hi havia 115 unitats fiscals que integraven 329,5 persones, la mediana anual d'ingressos fiscals per persona era de 20.552 €.

### Activitats econòmiques
Dels 9 establiments que hi havia el 2007, 4 eren d'empreses de construcció, 2 d'empreses de comerç i reparació d'automòbils, 2 d'empreses de transport i 1 d'una empresa de serveis.
Dels 2 establiments de servei als particulars que hi havia el 2009, 1 era un paleta i 1 lampisteria.
L'any 2000 a Saussay hi havia 7 explotacions agrícoles.

## Equipaments sanitaris i escolars
El 2009 hi havia una escola maternal integrada dins d'un grup escolar amb les comunes properes formant una escola dispersa.

## Poblacions més properes
El següent diagrama mostra les poblacions més properes.